# Landerneau
Landerneau è un comune francese di 15 877 abitanti situato nel dipartimento del Finistère nella regione della Bretagna.

## Monumenti e luoghi d'interesse
- Pont de Rohan, ponte abitato, monumento nazionale

## Società

### Evoluzione demografica
Abitanti censiti